# Tetraspidium
Tetraspidium é um género botânico pertencente à família Orobanchaceae.

## Espécie
Tetraspidium laxiflorum

## Nome e referências
Tetraspidium Baker